# Tjudovo

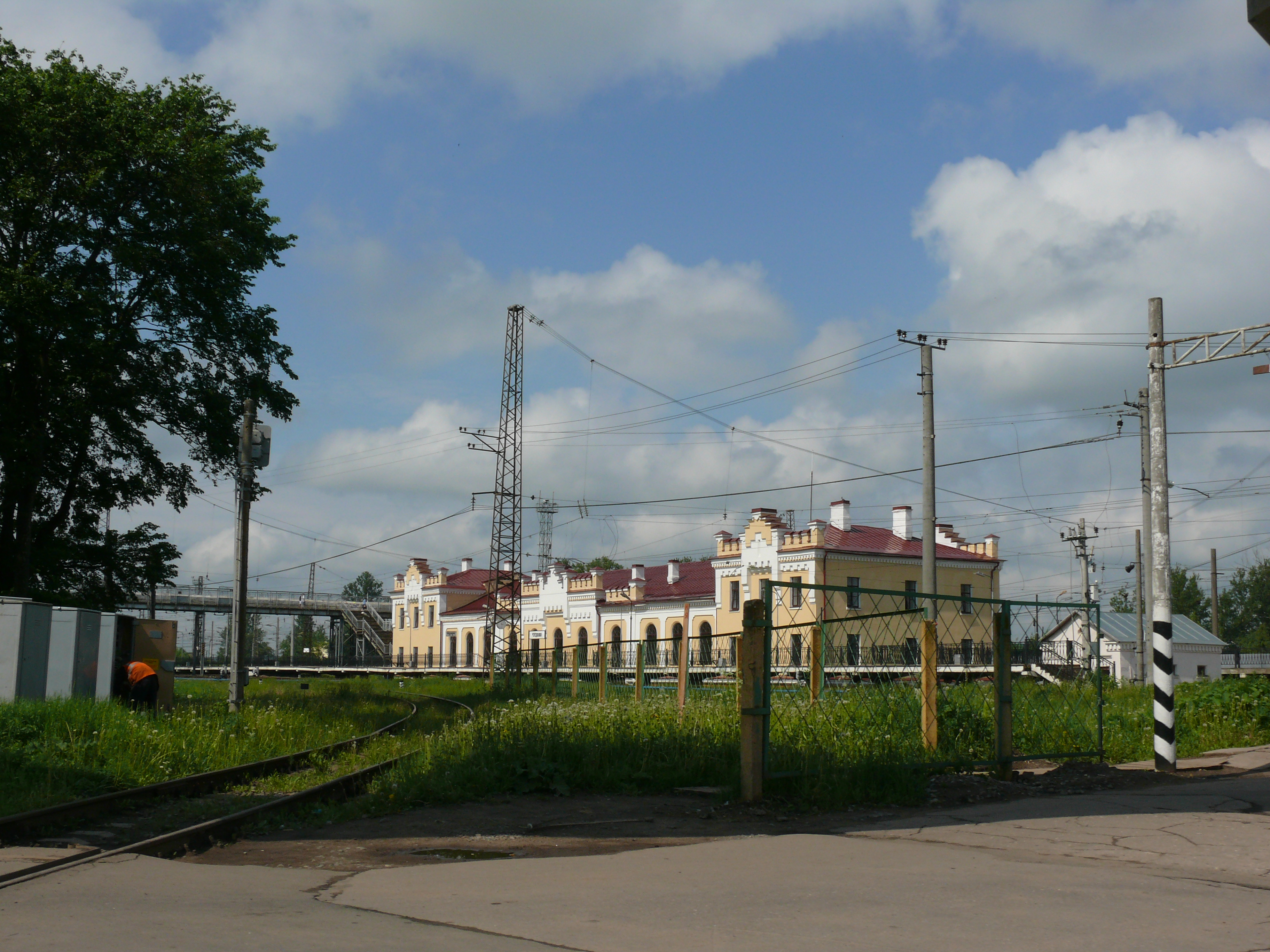
Järnvägsstation i Tjudovo.

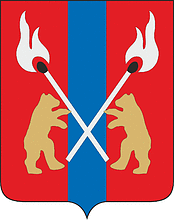
Distriktets vapensköld.

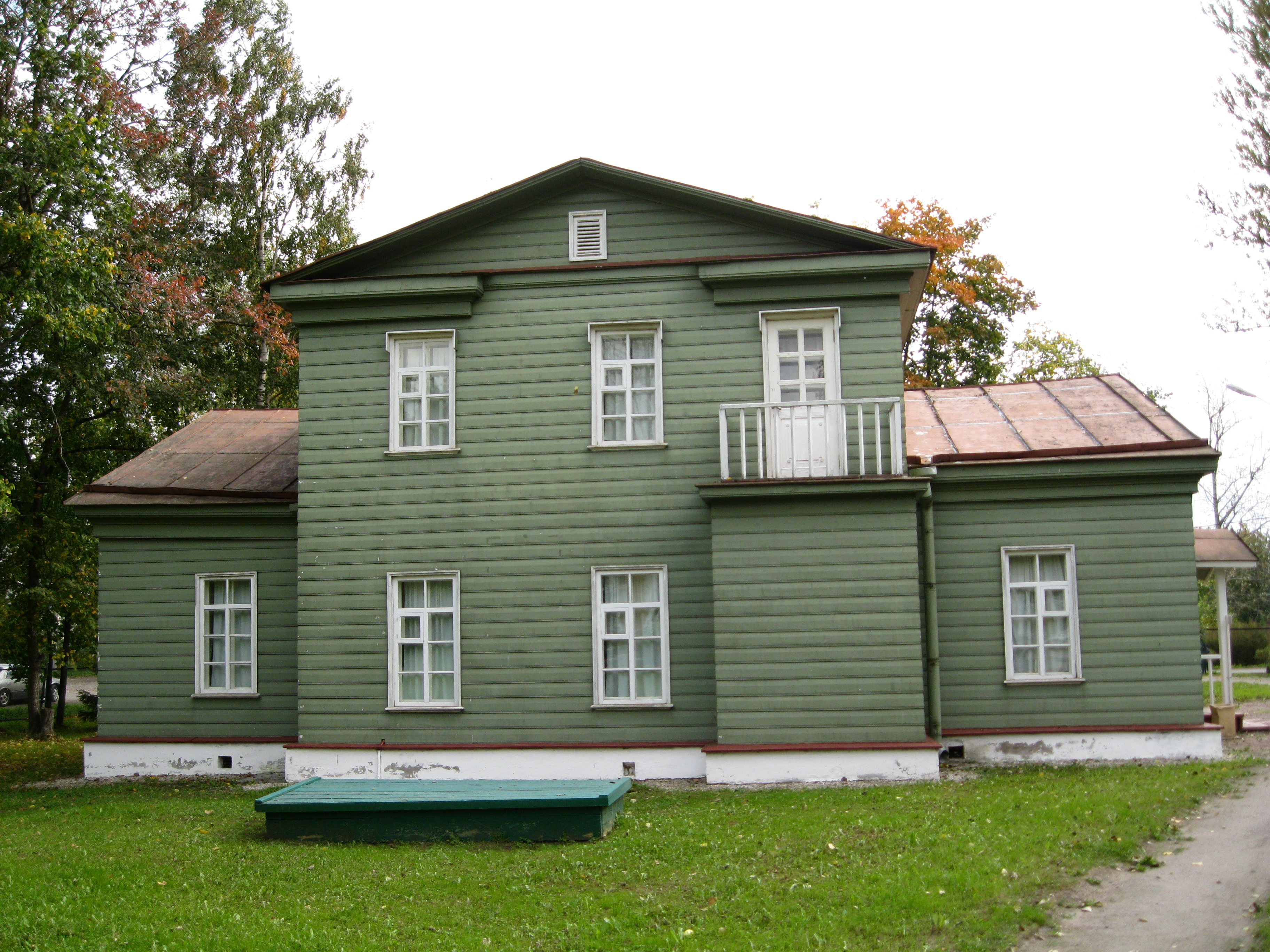
Nekrasov-museet.

Tjudovo (ryska Чýдово) är en stad i Novgorod oblast, Ryssland. Folkmängden uppgick till 15 008 invånare i början av 2015.
Staden, som ligger några kilometer väster om floden Volchov, är en station på Sankt Petersburg-Moskva-banan (öppnad 1851) och utgör förbindelsen med järnvägen söderut mot Novgorod (öppnad 1871). Landsvägen M10 (Europaväg E105), som följer järnvägen från Sankt Petersburg, svänger här söderut mot Novgorod.
Staden utgör centralort i distriktet Tjudovo (Чудовский район) med 21 655 invånare (2013), varav 70% bor i huvudorten. Det är det nordligaste distriktet i Novgorod oblast. Distriktets vapen visar två björnar och två brinnande tändstickor, ett minne av områdets tidiga tillverkningsindustri, en tändsticksfabrik grundad 1877 av svensken A. F. Lundberg.[källa behövs] Även plywood och järnvägssliper produceras. Ett tidigare glasbruk har övergått till att producera värmeisolering. Den näst största orten i distriktet är Krasnofarfornyi (1 329 invånare), som har sitt namn efter den porslinsfabrik som anlades där 1898 och som från 1917 bar namnet Röda porslinsmakaren (Красный фарфорист, Krasnij farforist).
I Tjudovo hade poeten Nikolaj Nekrasov en av sina bostäder, numera ett museum, som tillhör Novgorods statliga museumsorganisation.